# San Tommaso in Formis
San Tommaso in Formis ou Igreja de São Tomé em Formis, chamada também de San Tommaso in Formis all'Arco di Dolabella, é uma igreja de Roma, Itália, localizada no rione Celio, na via San Paolo della Croce. É dedicada a São Tomé Apóstolo e uma igreja subsidiária da paróquia de Santa Maria in Domnica alla Navicella. Situada perto da Villa Celimontana, vizinha do Arco de Dolabela, deve seu cognome "in Formis" à proximidade da Água Cláudia ("forma claudia" em latim).

## História
Esta igreja foi construída no século X, ainda que a data mais antiga em que ela aparece nas fontes é 1209, quando o papa Inocêncio III entregou a igreja e o mosteiro anexo aos trinitários, cujo fundador, São João de Matha, fez do local sua sede e residência. O santo adaptou parte do mosteiro como uma hospital para ajudar os pobres, enfermos, peregrinos e escravos resgatados dos sarracenos, objetivos da ordem fundada por ele. Os restos do santo foram sepultados na igreja depois de sua morte, em 17 de dezembro de 1213, e lá permaneceram até serem solenemente transladados para a Espanha no século XVII.
Em 1209, São Francisco de Assis chegou a Roma para obter a autorização de sua regra, para si e seus irmãos, da parte do papa Inocêncio III. São João de Matha, vendo-o mendigar do lado de fora do Palácio de Latrão esperando que o papa o recebesse, o acolheu na igreja de San Tommaso e os dois ficaram muito amigos. Posteriormente Francisco se hospedou várias vezes no mosteiro ligado à igreja entre seus amigos trinitários, como evidenciado pelo quadro de Siciolante da Sermoneta à esquerda da entrada da igreja, que mostra "Virgem, São Bonifácio Mártir e São Francisco de Assis com o papa Bonifácio IX". Por volta de 1380, os trinitários foram obrigados a abandonar Roma e seus edifícios passaram para a Santa Sé, mas as atividades de hospitalares foram encerradas e todo o complexou ficou abandonado por muitos anos. Em 1532, foi realizada uma primeira restauração; em 1571, o papa Pio V restituiu a igreja, o hospital e o convento aos trinitários, que perderam tudo novamente quando ele morreu.
Em 1663, a igreja foi completamente reconstruída na forma atual pelo capítulo da Santa Sé. Ao fim de 1925, a igreja e uma parte do convento foram restituídos definitivamente aos trinitários; do hospital já não restava mais nada, exceto o portal do século XIII, que está de frente para o largo della Sanità militare, com um mosaico cosmatesco de 1210, "Cristo libertando dois escravos".
O interior da igreja tem apenas uma nave única e quase não tem decoração dada sua origem antiga. No altar-mor está uma pintura moderna de Aronne del Vecchio, "Jesus envia São João de Matha". Os sete vitrais que iluminam a pequena igreja são também modernos, de Samuele Pulcini, instalados em 2000 por ocasião do Grande Jubileu.

## Galeria

Imagens da igreja
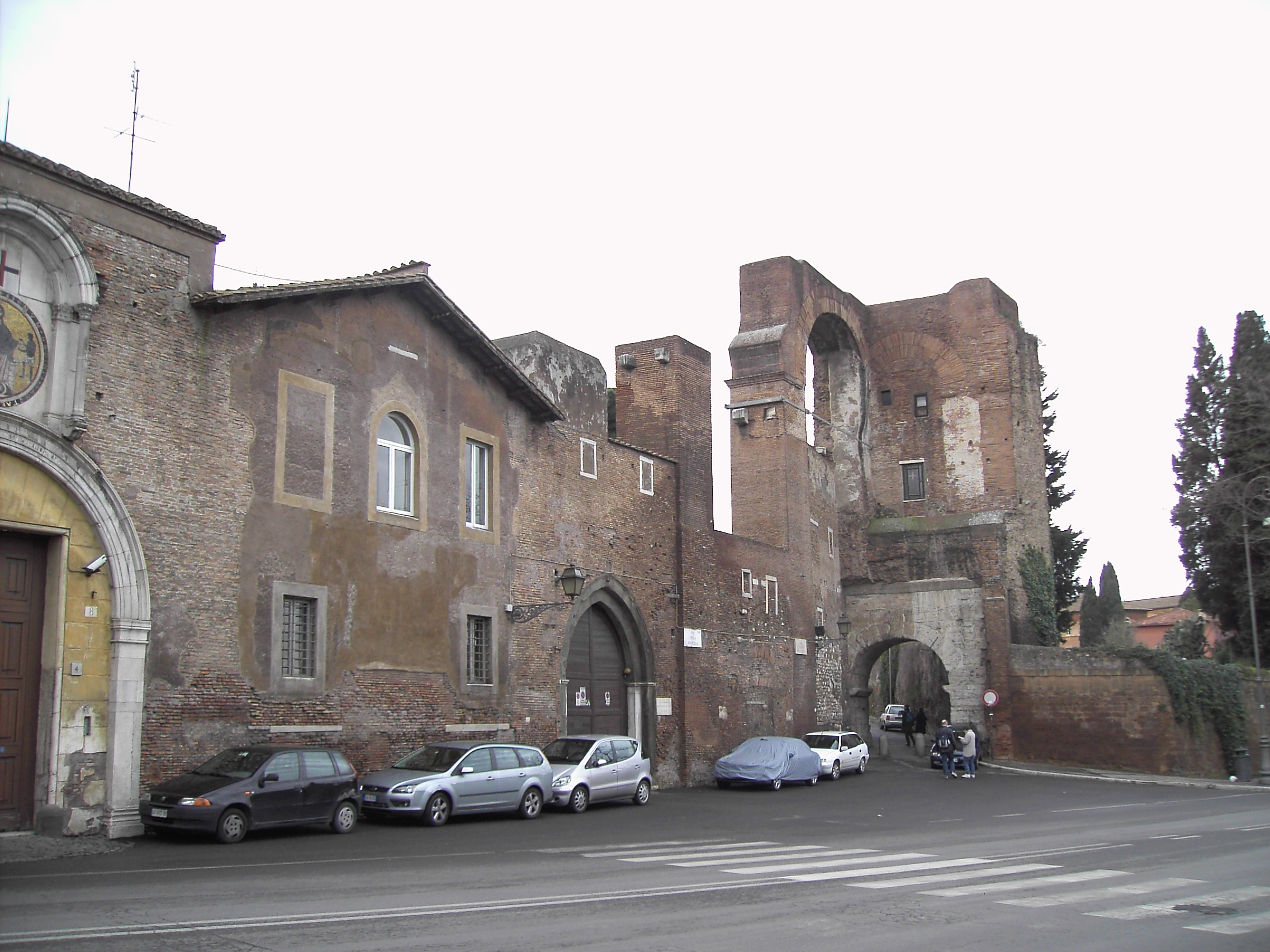
O edifício na extremidade à esquerda é a antiga entrada do hospital de San Tommaso, com o famoso mosaico de "Cristo libertando os escravos" (ao lado). No fundo, o Arco de Dolabela, incorporado na Água Cláudia.
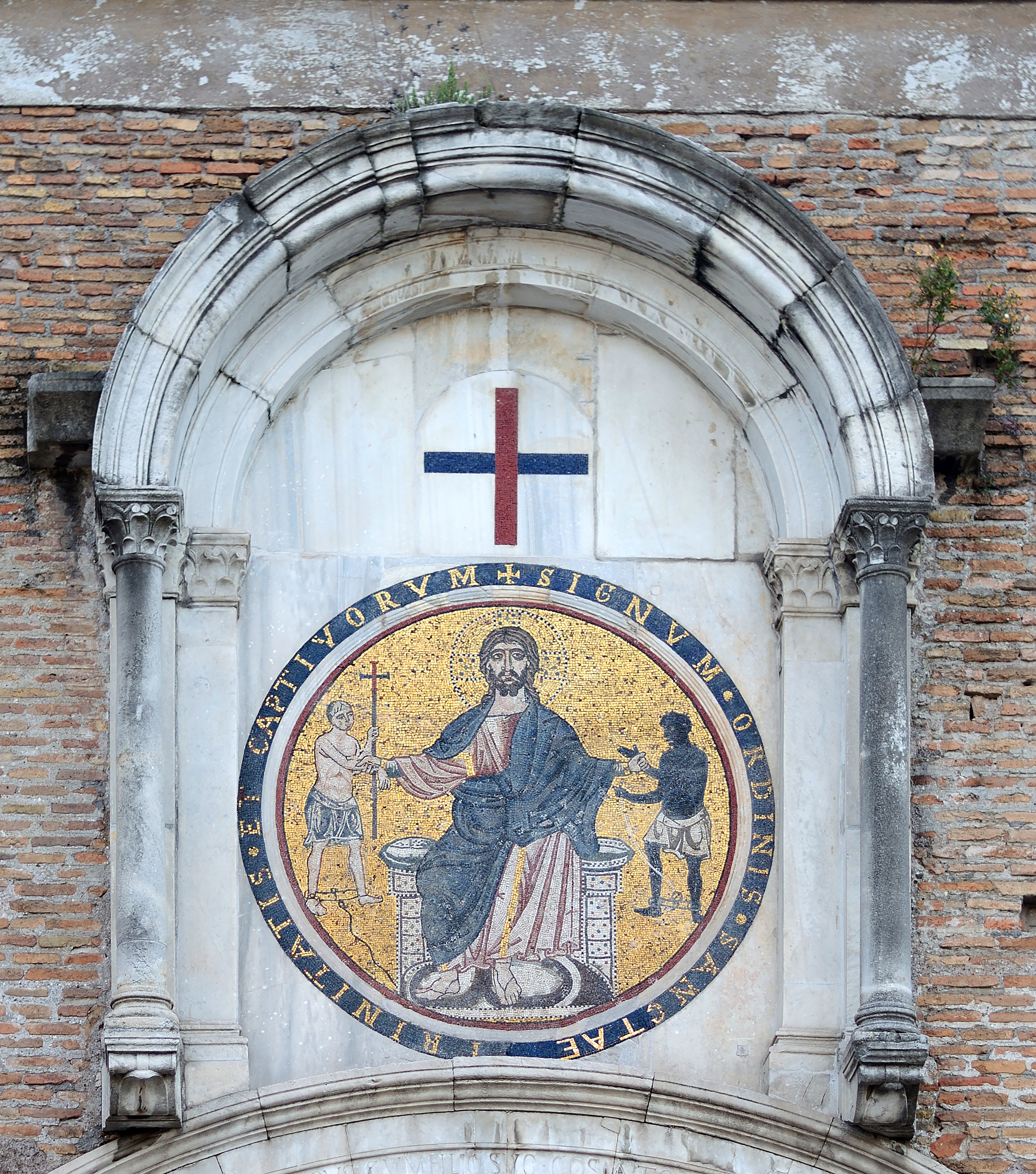
Mosaico cosmatesco de "Cristo libertando os escravos".
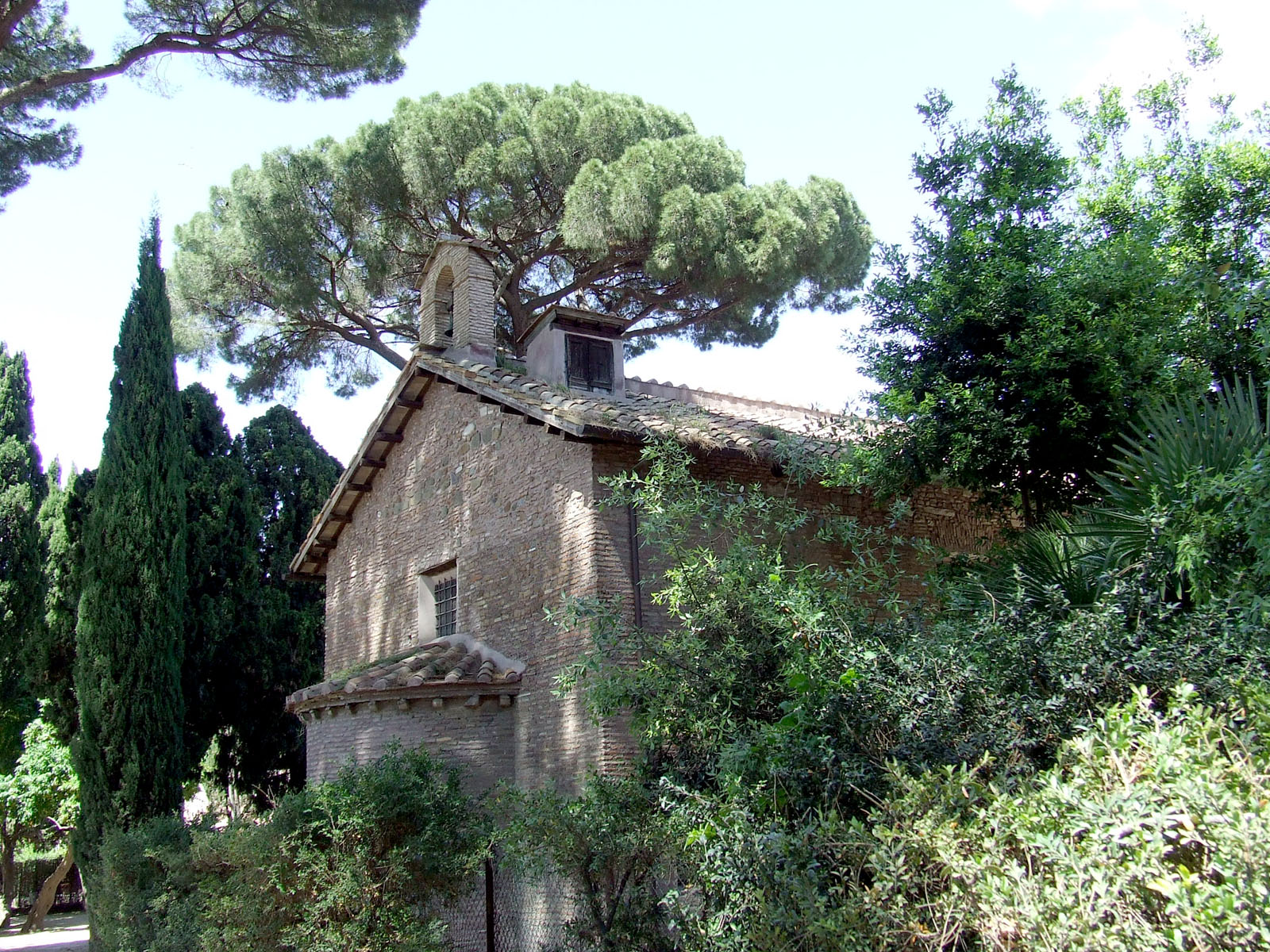
Vista posterior da igreja, a partir da Villa Celimontana.
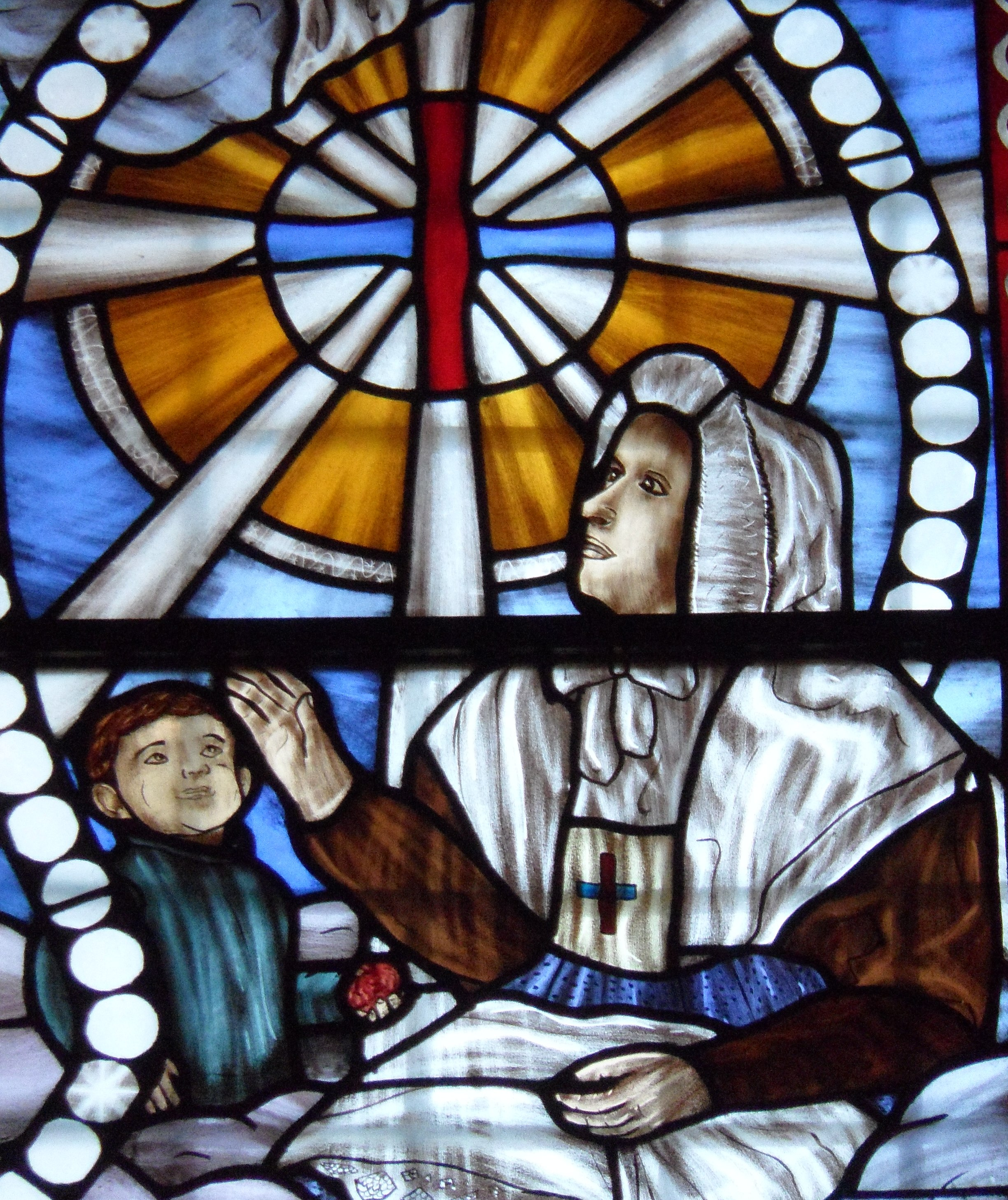
Vitral da Beata trinitária Anna Maria Taigi no interior da igreja.
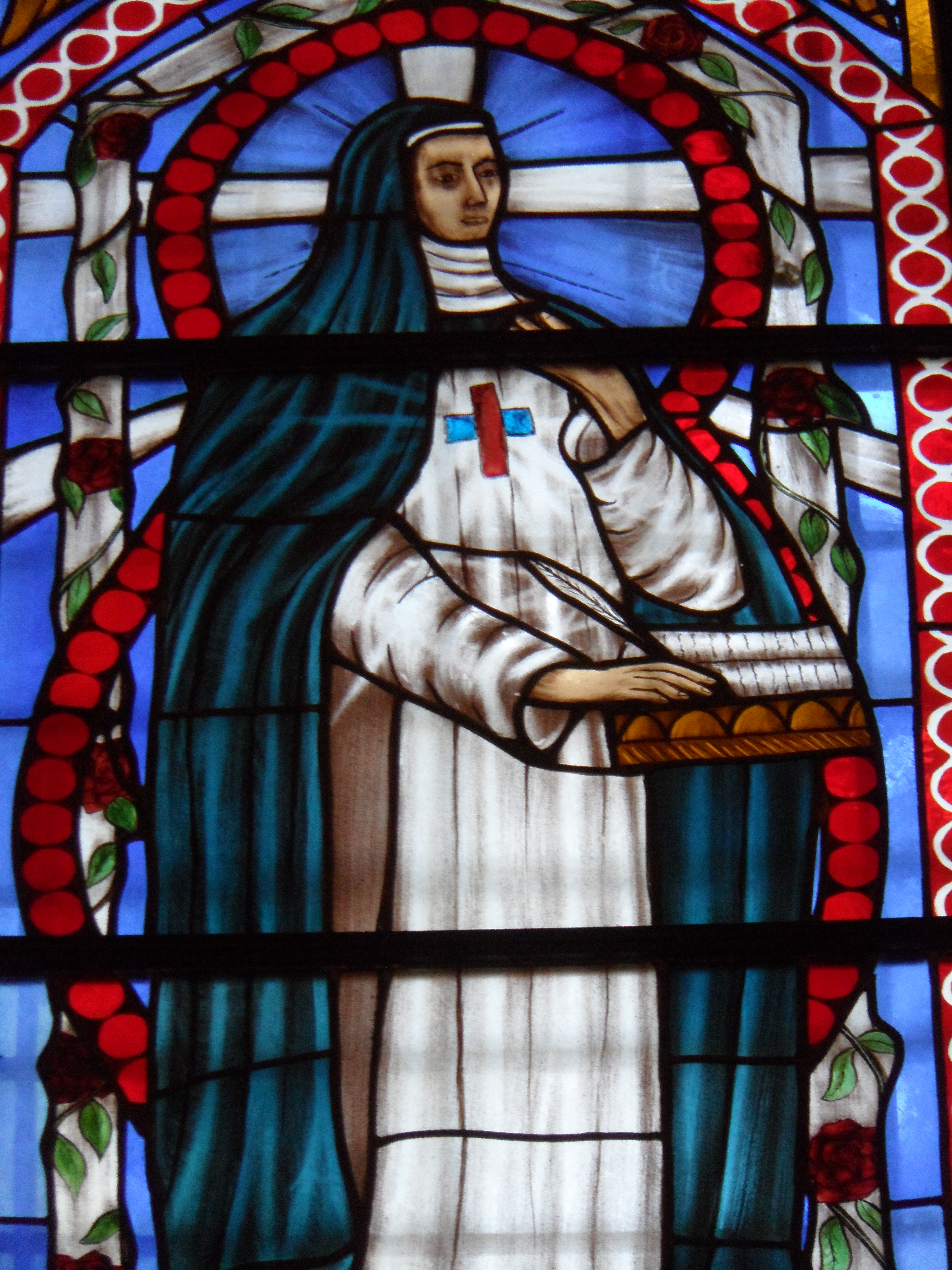
Vitral da Serva de Deus trinitária María Teresa Cucchiari no interior da igreja.